# Joseph DePietro
Joseph Nicholas "Joe" DePietro, född 10 juni 1914 i Paterson i New Jersey, död 19 mars 1999 i Fair Lawn, var en amerikansk tyngdlyftare.
DePietro blev olympisk guldmedaljör i 56-kilosklassen i tyngdlyftning vid sommarspelen 1948 i London.